# いこいの村駅
いこいの村駅（いこいのむらえき）は、熊本県阿蘇市竹原にある、九州旅客鉄道（JR九州）豊肥本線の駅である。

## 歴史
- 1989年（平成元年）3月11日：豊肥本線宮地 - 阿蘇間に新設開業[1][2]。

## 駅構造
単式ホーム1面1線を有する地上駅。無人駅である。駅舎はなく、また自動券売機も設置されていない。

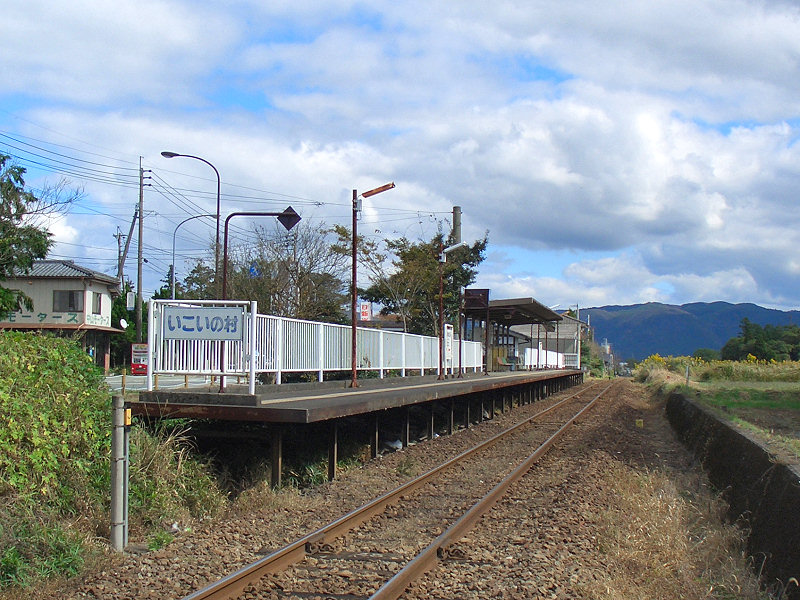
ホーム

## 駅周辺
駅名となったキャンプ場「いこいの村」は、徒歩20分程度の距離にある。駅前は国道57号が走っているが、周辺の集落は当駅西側で国道57号と交差する道路沿いにある。
- ヤマダデンキテックランド阿蘇店
- 阿蘇西町簡易郵便局
- ドラッグストア コスモス阿蘇店
- ホームワイド阿蘇店
- 阿蘇自動車学校
- 熊本県警察阿蘇警察署
- ベスト電器阿蘇一の宮店
- 国道57号
- 国道212号

## 隣の駅
九州旅客鉄道（JR九州）
■豊肥本線
■普通
宮地駅 - いこいの村駅 - 阿蘇駅